# 綠灣鎮區 (愛荷華州李縣)
綠灣鎮區（英語：Green Bay Township）是位於美國愛荷華州李縣的一個行政鎮區。

## 地方資料
根據2010年美國人口普查的數據，綠灣鎮區的面積為99.01平方千米，當中陸地面積為86.95平方千米，而水域面積為12.06平方千米。當地共有人口566人，而人口密度為每平方千米5.72人。